# أروكاريا جرفية
أروكاريا جرفية (الاسم العلمي: Araucaria scopulorum) هي نوع من النباتات يتبع جنس الأروكاريا من الفصيلة الأروكارية.